# 瑞克和莫蒂
《瑞克和莫蒂》（英語：Rick and Morty）是一部於Adult Swim播出的美國電視科幻情景喜劇動畫，主要圍繞於憤世嫉俗的瘋狂科學家瑞克·桑切斯和他容易受挫折的外孙莫蒂·史密斯在自己的生活和其他異空間穿梭的奇妙冒險。該劇由賈斯汀·羅蘭德和丹·哈蒙所創作，而羅蘭德也與克里斯·帕內爾、史賓瑟·葛拉莫、莎拉·查爾克等人擔任角色配音。該劇於2013年12月2日首播。
《瑞克和莫蒂》最初取自於一部在101頻道上展出的《The Real Animated Adventures of Doc and Mharti》，是一部惡搞《回到未來》的短片，由羅蘭德和哈蒙共同創作。後來，Adult Swim採納了哈蒙的構想，他和羅蘭德決定根據該短片來製作一部電視動畫，同時他們也對原短片做了些更動。
2014年1月，該劇播出了第二季，於2015年7月26日首播。2015年8月，Adult Swim續訂了第三季，共10集。第三季於2017年4月1日首播，且除了第二集於2017年7月30日播出外，其餘的8集則仍每週播出。2018年5月，《瑞克和莫蒂》續訂了70集。2019年5月15日，官方在華納媒體上宣布第四季定於2019年11月首播。第五季於2021年6月20日首播，並於9月5日完結；值得一提的是，第五季首集並未接續第四季結尾劇情。
《瑞克和莫蒂》推出後，其原創性、哲学性、劇情和幽默普遍獲得了讚賞。

## 設定

### 角色
該劇的劇情主要圍繞於史密斯一家成員的冒險，包括個性偏執又愛酗酒的瘋狂科學家瑞克·桑切斯，是名輕視學校、婚姻和愛情的古怪老人；瑞克的14歲孫子莫蒂·史密斯是名善良而又容易受傷的男孩，他的天真、軟弱和道德觀與瑞克的強硬個性相反；莫蒂的17歲姊姊桑美·史密斯是名較為傳統的青少女，時常有著該年齡會有的煩惱，但有時也會與瑞克和莫蒂一起冒險；貝絲·史密斯是瑞克的女兒，其個性和質素較為正常(有時也會展現類似父親瑞克的行為)，但不滿於自己的婚姻；貝絲的丈夫傑瑞·史密斯是名單純但諸事不順的人，在剧中多次被称为loser(失败者），并因瑞克對兒子的影響而感到不滿。

### 背景
《瑞克和莫蒂》的冒險發生在多重宇宙中，當中包括了無數個現實世界。角色們會使用穿越門或瑞克的飛碟車穿越至其他其他行星、宇宙和次元。據羅蘭德的說法，史密斯一家就住在美國華盛頓州西雅圖外圍的地方。

## 集數
| 季數 | 集数 | 集数 | 首播日期       | 首播日期       |
| 季數 | 集数 | 集数 | 首映           | 季终           |
| ---- | ---- | ---- | -------------- | -------------- |
| 1    | 11   | 11   | 2013年12月2日  | 2014年4月14日  |
| 2    | 10   | 10   | 2015年7月26日  | 2015年10月4日  |
| 3    | 10   | 10   | 2017年4月1日   | 2017年10月1日  |
| 4    | 10   | 10   | 2019年11月10日 | 2020年5月31日  |
| 5    | 10   | 10   | 2021年6月20日  | 2021年9月5日   |
| 6    | 10   | 10   | 2022年9月4日   | 2022年12月11日 |
| 7    | 10   | 10   | 2023年10月15日 | 2023年12月17日 |
| 8    | 10   | 10   | 2025年5月25日  | 2025年7月27日  |

## 發行
該劇在Adult Swim於2012年的前期演示上首次對外公佈。Adult Swim訂下了共10集的第一季（一集半小時，不包括試播集）。編劇之一的麥特·羅勒在Twitter上證實，《瑞克和莫蒂》的第二季已被訂下，並於2015年7月26日首播。2015年8月，Adult Swim再度續訂第三季，集數共10集。第三季的首集於2017年4月1日首播（愚人節惡作劇），其餘的集數從2017年7月30日起播出。
哈蒙在2017年9月的一次採訪中談到了每季超過10集的可能性。2018年1月，編劇萊恩·雷利表示，如果第四季能在2019年年底前推出的話，那他應該會感到驚訝。2019年5月15日，官方在華納媒體上宣布第四季定於2019年11月首播，集數同樣共10集。
2023年1月24日，Adult Swim宣布鑑於羅蘭德的法律問題，宣布與羅蘭德終止合作並將他從節目中解僱。第七季仍持續製作。

### 線上
《瑞克和莫蒂》已被Adult Swim在iTunes、Google Play、Amazon、YouTube和Vudu上發行，並在2013年聖地牙哥國際漫畫展的創作者羅蘭德與哈蒙間的37分鐘採訪及2015年的ATX電視展的小組訪談也在網上釋出。該劇集也能透過有線電視提供商登錄的方式在官方網站上收看。第一季第八集「Rixty Minutes」也曾在Instagram上以109個15秒影片的方式發布。有些集數可在Adult Swim網站上免費播放；其餘的則需要美國有線訂閱才能收看。第一季於2015年6月在Hulu上架，第二季則於2016年6月起上架。在部分國家，能透過Netflix來觀看全季。

### 家庭媒體
第一季全集於2014年10月7日發行DVD（區域1）及藍光。在發行前，羅蘭德已確認將包含未收錄的樂曲。第二季全集的DVD（區域1）及藍光碟於2016年6月7日發行。

## 迴響
| 季數 | 季數 | 爛番茄           | Metacritic    |
| ---- | ---- | ---------------- | ------------- |
|      | 1    | 96%（28篇評論）  | 85（8篇評論） |
|      | 2    | 91%（13篇評論）  | 不適用        |
|      | 3    | 96%（10篇評論）  | 不適用        |
|      | 4    | 94%（31篇評論）  | 84（5篇評論） |
|      | 5    | 86%（100篇評論） | 89（5篇評論） |
|      | 6    | 91%（62篇評論）  | 86（4篇評論） |
|      | 7    | 73%（11篇評論）  | 73（6篇評論） |

### 評價
《瑞克和莫蒂》獲得了普遍讚譽。爛番茄新鮮度達100%。Metacritic得分85，代表「普遍好評」。《舊金山紀事報》的大衛·維根將其描述為「另類和偶爾粗糙...這外帶就是它的工作原理。」他稱讚其動畫方向是「新鮮、多彩和古怪的劇本」，並指出，該系列擁有著《飛出個未來》、《南方公園》，甚至是《陰間大法師》的影子，但最終所呈現的幽默卻是「原創的」。《紐約時報》的尼爾·根茨林格稱讚了該劇，並指出這是「最使人精神錯亂的隔代教養。」《綜藝》的陶德·史潘格勒給該劇的評價較為普通；他發現該劇與Adult Swim其他的電視劇相比，《瑞克和莫蒂》「似乎常過分依賴於以犧牲機智為代價換來的瘋狂」，並將其視為「一個可喜的嘗試將夢想做大一點。」《影音俱樂部》的大衛·西姆斯給了該劇「A-」的評價，他稱讚動畫有著乾淨、簡潔的風格，以及給了角色們一點點的深度，儘管有時黑暗且病態；並對羅蘭德的配音才華給予肯定。

### 榮譽
| 年份   | 獎項         | 類別               | 得獎人         | 結果 | 參考   |
| ------ | ------------ | ------------------ | -------------- | ---- | ------ |
| 第一季 |              |                    |                |      |        |
| 2015   | 安妮獎       | 最佳動畫電視製作   | 《瑞克和莫蒂》 | 提名 | [ 41 ] |
| 第三季 |              |                    |                |      |        |
| 2017   | 青少年票選獎 | 電視票選獎：動畫類 | 《瑞克和莫蒂》 | 提名 | [ 42 ] |
| 2018   | 安妮獎       | 最佳動畫電視製作   | 《醃黃瓜瑞克》 | 獲獎 | [ 43 ] |

## 外部連結
在Netflix上觀看《瑞克和莫蒂》
- 互联网电影数据库（IMDb）上《瑞克和莫蒂》的资料（英文）
- 时光网上《瑞克和莫蒂》的資料（简体中文）
- 豆瓣上《瑞克和莫蒂》第一季 （页面存档备份，存于）、第二季 （页面存档备份，存于）、第三季 （页面存档备份，存于）、第四季 （页面存档备份，存于）、第五季 （页面存档备份，存于）的资料及评价（简体中文）